# Metanema ustinota
Metanema ustinota là một loài bướm đêm trong họ Geometridae.